# ديفيد فيرنش
ديفيد جيمس فيرنيش (بالإنجليزية: David James Furnish) (مواليد 25 أكتوبر 1962) هو مدير تنفيذي كندي، ومدير أعمال فنية ومخرج أفلام، ومدير تنفيذي سابق في مجال الإعلانات. وهو زوج المغني وعازف البيانو والمؤلف الموسيقي الإنجليزي السير إلتون جون.

## الطفولة والتعليم
وُلد ديفيد جيمس فيرنيش في مستشفى "وومنز كوليدج" بمدينة تورونتو في مقاطعة أونتاريو الكندية، وهو الابن الأصغر لزوجين؛ والدته غلاديس فيرنيش، ووالده جاك فيرنيش، الذي كان يعمل مديراً في شركة بريستول-مايرز سكويب للأدوية. لديه أخ أكبر يُدعى جون، وآخر أصغر يُدعى بيتر.
تخرج فيرنيش من معهد السير جون أ. ماكدونالد الجامعي عام 1981، ثم حصل في عام 1985 على درجة بكالوريوس الشرف في إدارة الأعمال (HBA) من كلية إيفي للأعمال التابعة لجامعة ويسترن أونتاريو في لندن في أونتاريو.

## أعماله
- كوفي عنان (2002): دخول العاصفة؛ المنتج التنفيذي.
- شارلوك نومس (2018): منتج.
- روكيتمان (2019): منتج.
- غنوميو وجولييت (2011): منتج.